# Heliophanus fuerteventurae
Heliophanus fuerteventurae är en spindelart som beskrevs av Schmidt, Krause 1996. Heliophanus fuerteventurae ingår i släktet Heliophanus och familjen hoppspindlar. Inga underarter finns listade i Catalogue of Life.